# Festival du cinéma grec 1967
Le Festival du cinéma grec de 1967 fut la 8e édition du Festival international du film de Thessalonique. Elle se tint du 18 au 24 septembre 1967.

## Films sélectionnés
- Ah ! Ma Femme ! (Giorgos Skalenakis)
- Il voulait devenir roi (Angelos Theodoropoulos)
- Silhouettes (Kostas Zois)
- Fièvre sur le bitume (Dínos Dimópoulos)
- Le Treize (Dimis Dadiras)
- Les balles ne reviennent pas (Níkos Fóskolos)
- Bienvenue au dollar (Alékos Sakellários)
- Courts-métrages / documentaires :
  - Athos (B. Marou)
  - Αναστενάρια (B. Marou)
  - Αναστενάρια (S. Sotiriadou)
  - Ανεμοι (A. Kriona)
  - Ενας φίλος από το διάστημα (C. Diatsinou)
  - Ερως - Ηρως (D. Spendzou)
  - Μικρό οδοιπορικό στην Αρτα (N. Matsa)
  - Οσο κρατάει μια φλόγα  (N. Matsa)
  - Περιμετρική Ζώνη Αθηναίων (A. Photiadi)
  - Το γκάζι  (D. Stavraka)
  - Χωρίς απόκριση  (D. Vellopoulou)

## Palmarès
- Meilleur film : Silhouettes
- Meilleure production : Finos Film (Fièvre sur le bitume)
- Meilleur réalisateur : Dínos Dimópoulos (Fièvre sur le bitume)
- Meilleur scénario : Panos Kontéllis (Le Treize)
- Meilleure photographie : Stamatis Tripos (Silhouettes)
- Meilleure musique : Mimis Plessas (Les balles ne reviennent pas)
- Meilleure actrice : Péri Poravou (Silhouettes)
- Meilleur acteur Giórgos Foúndas (Fièvre sur le bitume)
- Meilleur documentaire : Ανεμοι (Apostolos Kriona)
- Meilleur court-métrage de fiction : Χωρίς απόκριση  (D. Vellopoulou)
- Prix spéciaux :
  - Christoforos Nezer pour l'ensemble de son œuvre au théâtre et au cinéma
  - N. Matsa pour Οσο κρατάει μια φλόγα
- Prix spéciaux internationaux pour les courts-métrages :
  - 1er prix : Le Monastère de Sainte-Catherine (Égypte)
  - 2e prix : Eskimo Artist: Kenojuak (en) de John Feeney (en) (Canada)